# Say It's Not True
Say It's Not True is de eerste studio-opname van Queen + Paul Rodgers, en de eerste van Queen sinds No-One but You (Only the Good Die Young) uit 1997. Het nummer werd op Wereldaidsdag, 1 december 2007, uitgebracht als gratis download. Op 31 december 2007 verscheen de opname op traditionele cd-single. Alle opbrengsten gingen naar Nelson Mandela's aidsfonds. De B-kant van de single is de videoclip, in QuickTime-formaat.
Het nummer werd geschreven door drummer Roger Taylor voor Nelson Mandela's 46664-concerten en was een vast nummer tijdens de Queen + Paul Rodgerstournee in 2005/2006. Bij de live-versie nam Taylor de zangpartij voor zijn rekening, op de studioversie wordt door Taylor, May en Rodgers gezongen. De live-versie is te vinden op de albums/dvd's Return of the Champions en Super Live in Japan, de studioversie op The Cosmos Rocks.

## Hitnotering
| Say It's Not True in de Nederlandse Top 40 - binnen: 26 januari 2008 | Say It's Not True in de Nederlandse Top 40 - binnen: 26 januari 2008 | Say It's Not True in de Nederlandse Top 40 - binnen: 26 januari 2008 | Say It's Not True in de Nederlandse Top 40 - binnen: 26 januari 2008 | Say It's Not True in de Nederlandse Top 40 - binnen: 26 januari 2008 |
| Week                                                                 | 1                                                                    | 2                                                                    | 3                                                                    | 4                                                                    |
| -------------------------------------------------------------------- | -------------------------------------------------------------------- | -------------------------------------------------------------------- | -------------------------------------------------------------------- | -------------------------------------------------------------------- |
| Nummer                                                               | 36                                                                   | 34                                                                   | 37                                                                   | uit                                                                  |

| Say It's Not True in de Nederlandse Single Top 100 - binnen: 19 januari 2008 | Say It's Not True in de Nederlandse Single Top 100 - binnen: 19 januari 2008 | Say It's Not True in de Nederlandse Single Top 100 - binnen: 19 januari 2008 | Say It's Not True in de Nederlandse Single Top 100 - binnen: 19 januari 2008 | Say It's Not True in de Nederlandse Single Top 100 - binnen: 19 januari 2008 |
| Week                                                                         | 1                                                                            | 2                                                                            | 3                                                                            |                                                                              |
| ---------------------------------------------------------------------------- | ---------------------------------------------------------------------------- | ---------------------------------------------------------------------------- | ---------------------------------------------------------------------------- | ---------------------------------------------------------------------------- |
| Nummer                                                                       | 62                                                                           | 83                                                                           | 86                                                                           | uit                                                                          |